# Kabassa Lodge
Kabassa Lodge, selten auch Kabasa Lodge, ist die ehemalige offizielle Wohnresidenz der Staatsoberhauptes des westafrikanischen Sierra Leones.
Das Gebäude umfasst eine Parkanlage von etwa 10 Hektar (25 Acre) und liegt auf dem Juba Hill in der Hauptstadt Freetown.
1978 hat Präsident Siaka  Stevens den Bauauftrag für die Kabassa Lodge der International Construction Company gegeben. Nach zwei Jahren fand die Übergabe der Residenz statt.
1992 wurde die Lodge während des Putsches von Valentine Strasser und seinen Gefolgsleuten besetzt. Sie konfiszierten sämtlich Gegenstände im Haus. Strasser machte diese auch zu seiner offiziellen Residenz.
Die Besitzverhältnisse der Lodge sind ungeklärt. Während die Mehrheit der Sierra Leoner diese in Staatsbesitz sieht, hatte Stevens sie in seinem Testament an seine Kinder vermacht. 2012 gab Präsident Ernest Koroma die Villa an die Nachkommen von Stevens, die diese in mehrere Wohneinheiten umbauten. Der Zustand der Kabassa Lodge ist (Stand 2015) als schlecht zu bezeichnen.
Derzeit (Stand März 2020) ist die State Lodge (oder Presidential Lodge, 8° 27′ 40,2″ N, 13° 15′ 23,5″ W) im Stadtviertel Hill Station die offizielle Residenz des sierra-leonischen Präsidenten.